# Tesmoteci
Tesmoteci (od gr.  θεσμοθέται, thesmothetai – stanowiący prawo, lp. θεσμοθέτης) – w starożytnych Atenach prawodawcy, tworzący organ sześciu urzędników wchodzących w skład kolegium archontów. 
Urząd ten powstał około połowy VII wieku p.n.e. w celu spisania praw, do tego czasu przekazywanych tradycją ustną, oraz ich utrwalenia i określenia obowiązującej wykładni, co miało doprowadzić do przerwania sporów. Początkowo tesmoteci byli pomocnikami trzech archontów (po dwóch przy każdym archoncie), a później stali się im równymi. Urzędowali w Tesmotetajonie, a Klejstenes przyłączył do nich sekretarza (gramateus), i w ten sposób liczba członków kolegium archontów wzrosła do 10 urzędników, co odpowiadało liczbie fyl. Podobnie jak archontowie, tesmoteci byli dożywotnimi członkami Areopagu.
Podstawowym zadaniem tesmotetów było gromadzenie wszystkich nowych praw, każdego wyroku  areopagu, który powinien wejść do zbioru orzecznictwa, oraz sygnalizowanie  sprzeczności i luk w obowiązującym prawie. Oni też określali normy prawne, będące podstawą wyroków sądowych. Jako organizatorzy systemu legislacyjnego, tesmoteci decydowali o zwoływaniu posiedzeń sądów, o ich terminach i rozdziale spraw pomiędzy poszczególnych urzędników.  Przewodniczyli podczas dokimazji, byli obarczani obowiązkiem przyjmowania sprawozdań strategów, przygotowywali procesy polityczne  i  procesy o  bezprawie (eisangelia i graphe paranomon). Kompetencje tesmotetów rozciągały się również na inne sprawy o zróżnicowanym charakterze, takie jak sykofantia, bezprawne przywłaszczenie obywatelstwa, przekupstwo. 